# حركة الاستقلال في بورتوريكو
يشير مصطلح حركة الاستقلال في بورتوريكو إلى المبادرات التي قام بها المواطنون المحليون على مر تاريخ بورتوريكو لتحصيل الاستقلال السياسي الكامل للجزيرة، للحصول في البداية على الاستقلال عن الإمبراطورية الإسبانية منذ عام 1493 وحتى عام 1898، ثم الاستقلال عن الولايات المتحدة الأمريكية منذ عام 1898. عملت عدة جماعات وحركات وأحزاب سياسية ومنظمات من أجل استقلال بورتوريكو على مر القرون.
امتلك سكان الجزيرة طيفاً من المشاعر المؤيدة للسيادة الذاتية والقومية والاستقلال، وظهرت الأحزاب السياسية أيضاً. منذ بداية القرن التاسع عشر، حاولت المنظمات الساعية وراء استقلال بورتوريكو استخدام الأساليب السياسية السلمية والعمليات الثورية العنيفة لتحقيق ذاك الهدف. منذ النصف الثاني للقرن العشرين، لم تتلق حركة الاستقلال الدعم الشعبي الواسع في بورتيريكو، وفشلت في استقطاب عامة الشعب سواءً في الاستفتاءات العامة أو الانتخابات. في استفتاء حول وضع بورتوريكو السياسي عام 2012، صوّت 5.5 بالمئة لصالح حركة الاستقلال، بينما حصلت حركة الدولة على أكثر من 61.11 بالمئة من الأصوات. تلقت حركة الاستقلال أيضاً أقل دعمٍ من الناخبين، فلم تتلق سوى 4.5 بالمئة من الأصوات، وذلك في الاستفتاءات التي جرت في الأعوام 1967 و1993 و1998.
عُقد استفتاء رابعٌ عام 2012، وصوّت 54 بالمئة لصالح تغيير وضع أو حالة بورتوريكو، لكن الحكومة الفدرالية لم تتخذ أي إجراء بما يخص ذلك. عُقد الاستفتاء الخامس في الحادي عشر من شهر يونيو عام 2017، وبلغت نسبة الإقبال على التصويت 23 بالمئة فقط، وتلك أقل نسبة إقبال يشهدها استفتاءٌ حول وضع بورتريكو. لم تتلق حركة الاستقلال سوى 1.5 بالمئة من الأصوات في الاستفتاء الأخير.

## السعي للاستقلال عن إسبانيا

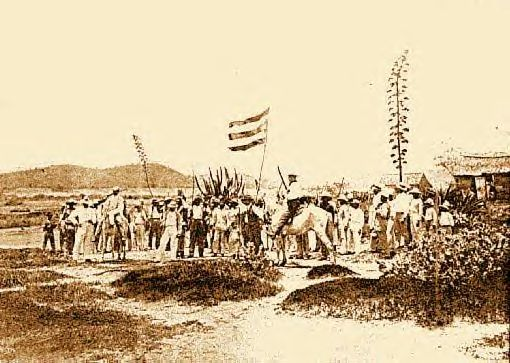
صورة لأول علم بورتوريكو مرفوع في بورتوريكو 1897

### تمرد التاينو
ادعت بعض حركات الاستقلال البورتوريكية الحديثة صلتها التاريخية بتمرد تاينو الواقع عام 1511، والذي قاده أغويبانيا الثاني. في ذلك التمرد، كان أغويبانيا الثاني أقوى زعيمٍ (أو ثاثيكي) لقبائل المنطقة في عصره، وبمساعدة من أورايوان زعيم أناسكو، نظم الاثنان تمرداً عام 1511 ضد الإسبان في الأقسام الجنوبية والغربية من الجزيرة. شاركهما غواريونيكس زعيم أوتوادو في التمرد، فهاجم قرية سوتومايور (أغوادا حالياً) وقتل 80 مستعمراً إسبانياً. قاد خوان بونثي دي ليون الإسبان إلى سلسلة من الهجمات تُوّجت بمعركة Yagüecas. لم تكن القوة العسكرية لشعب أغويبانيا الثاني، المُسلحين بالرماح والقوس والسهام، مكافئة للإسبان الذين استخدموا البنادق، وفي النهاية، قُتل أغويبانيا الثاني في المعركة. فشل التمرد في نهاية المطاف، واختار الكثير من التاينو إنهاء حياتهم بأيديهم أو الهرب من الجزيرة.

### تمرد البورتوريكيين
وقعت عدة تمردات ضد الحُكام الإسبان على يد السكان المحليين الذين وُلدوا على الجزيرة، أو الكريول كما كانوا يُعرفون، في القرن التاسع عشر. من بينها مؤامرة سان جرمان عام 1809، والانتفاضات الشعبية في سياليس وسان جرمان وسابانا غراندي عام 1898.
ألهمت أفكار سيمون بوليفار الكثير من البورتوريكيين، ودفعتهم إلى تحرير أمريكا الجنوبية من قبضة الإسبان. سعى بوليفار لخلق اتحادٍ فدرالي يضمّ أمم أمريكا اللاتينية، ويشمل أيضاً بورتوريكو وكوبا. خاض العميد أنطونيو فاليرو دي بيرنابي، المعروف أيضاً بـ «المُخلّص من بورتوريكو»، حروباً إلى جانب بوليفار من أجل استقلال أمريكا الجنوبية، أراد العميد أيضاً تحرير بورتوريكو وضمان استقلالها.
التحقت ماريا دي لاس ميرثيدس باربودو، وهي أول امرأة بورتوريكية انخرطت في محاولات الاستقلال، بالقوات الحكومية الفنزويلية تحت قيادة سيمون بوليفار، لتقود تمرداً ضد القوات الإسبانية المستعمرة في بورتوريكو. واجهت القوات الإسبانية المحتلة أكثر من 30 مؤامرة ثورية، مثل انتفاضة لاريس والانتفاضات وأعمال الشغب عام 1897 والجمعيات السرية التي برزت في نهاية القرن التاسع عشر. يُعد التمرد الذي وقع في لاريس عام 1868 أكثر التمردات شهرة وانتشاراً، بالإضافة إلى التمرد الذي وقع في ياوكو عام 1897.
في عام 1868، وقع تمرد غريتو دي لاريس، فاحتل الثوار بلدة لاريس وأعلنوا عن قيام جمهورية بورتوريكو. كان رامو إميتيريو بيتانسس قائد ذاك التمرد. سابقاً، أنشأ سيغوندو رويس بلفيس وبيتانسس لجنة بورتوريكو الثورية من منفاهما في جمهورية الدومينكان. كتب بيتانسس عدداً من البيانات التي هاجم فيها الاستغلال الذي يتعرض له البورتوريكيون على يد النظام الاستعماري الإسباني، ودعا إلى عصيانٍ مسلح فوري. انتشرت تلك البيانات بسرعة عبر الجزيرة، وبدأت الجماعات الانفصالية والمعارضة تنظّم نفسها.
كان معظم الانفصاليين من الكريول (وُلدوا على الجزيرة). أدى الوضع الاقتصادي الحرج وتزايد القمع الذي تمارسه السلطات الإسبانية إلى تحفيز التمرد. كانت البلدات المتموضعة على الجبال في القسم الغربي من الجزيرة معقل الحركة. نهب المتمردون المحال والمكاتب المحلية التي يملكها المواطنون من أصول إسبانية (أي وُلدوا في إسبانيا) واستولوا على دار البلدية. احتجزوا أيضاً التجار الإسبان والمسؤولين الحكوميين المحليين. وضع الثوار علم الثورة (أول علم لبورتوريكو) على مذبح الكنيسة ليعلنوا عن بدء ثورتهم. وأعلنوا عن قيام جمهورية بورتوريكو ورئيسها المؤقت فرانسيسكو راميريز ميدينا. عرض الثوار أيضاً الحرية الفورية لأي عبدٍ ينوي الانضمام إليهم.
في البلدة التالية، وهي سان سيباستيان ديل بيبينو، واجه ثوار غريتو دي لاريس مقاومة شديدة من الميليشيا الإسبانية، واضطروا إلى الانسحاب والعودة إلى لاريس. أحاطت الميليشيا الإسبانية بالمتمردين، وأنهت العصيان على الفور. اعتقلت الحكومة نحو 475 متمردًا، وحكمت عليهم المحكمة العسكرية بالإعدام، بتهمة الخيانة وإثارة الشغب. لكن في مدريد، استطاع إيوخينيو ماريا دي يوستوس وعددٌ من البورتوريكيين البارزين التوسط لحلّ هذه المشكلة، فأمرت الحكومة الوطنية بإصدار عفوٍ عام وإطلاق سراح جميع السجناء. أُرسل عدة قادة إلى المنفى، مثل بيتانسس وروخاس ولاكروا وأوريليو مينديز وغيرهم.
في عام 1896، تجمّع عددٌ من سكان ياوكو الذين دعموا الاستقلال سابقاً، وأرادوا إسقاط الحكومة الإسبانية في الجزيرة. قاد أنطونيو ماتي لوبيراس المجموعة، وهو رجلٌ ثريٌ يملك مزرعة بنّ، بالإضافة إلى ماتيو ميركادو. لاحقاً في ذاك العام، اكتشف الحرس المدني المحلي خطط المجموعة، واعتقل جميع من اشترك فيها. لكن أُطلق سراح السجناء بعد فترة قصيرة وعادوا إلى منازلهم.
في عام 1897، هاجر لوبيراس إلى مدينة نيويورك وزار لجنة الثورة البورتوريكية، والتي احتوت على المجموعة المنفية من عام 1868 والمسؤولة عن تمرد غريتو دي لاريس. وضعوا خططاً لإحداث انقلاب كبيرٍ في بورتوريكو، ثم عاد لوبيراس إلى بورتريكو حاملاً علم بلده كي يرفعه عند وقوع هكذا انقلاب. علم عمدة ياوكو، فرانسيسكو لوك باريراس، بالانتفاضة المُخطط لها، وأخبر حاكم الجزيرة الإسباني بذلك. وعندما علم فيديل فيليز، أحد القادة الانفصاليين، أن خطتهم باتت مكشوفة، التقى مع القادة الآخرين وأجبرهم على بدء عملية التمرد فورياً.
في الرابع والعشرين من شهر مارس عام 1897، زحف فيليز ورجاله نحو ياكو، وخططوا للهجوم على ثكنات الحرس المدني الإسباني، وذلك كي يستطيعوا السطو على أسلحتهم وذخائرهم. وعند وصولهم، وقعوا في كمينٍ نصبته القوات الإسبانية. وعندما بدأ إطلاق النار، انسحب الثوار على الفور. في السادس والعشرين من شهر مارس، خاضت مجموعة بقيادة خوسي نيكولاس كينيونيس توريس ورامون توريس معركة ضد القوات المستعمرة الإسبانية (معظمها من سكان الجزيرة) في إحدى القرى التابعة لياوكو، لكن قوات المستعمر الإسباني اكتسحت القوة المتمردة وقضت عليها. اعتقلت السلطات أكثر من 150 متمرداً، ووجهت إليهم تهماً بارتكاب جرائم عديدة ضد الدولة، وأرسلتهم إلى سجنٍ في مدينة بونس. عُرفت تلك الهجمات بـ «محاولة انقلاب ياوكو». وكانت تلك المرة الأولى التي يُرفع فيها علم بورتوريكو على الجزيرة.